# Gnathodicrus francki
Gnathodicrus francki là một loài bọ cánh cứng trong họ Elateridae. Loài này được Fleutiaux miêu tả khoa học năm 1934.